# 斐济地理

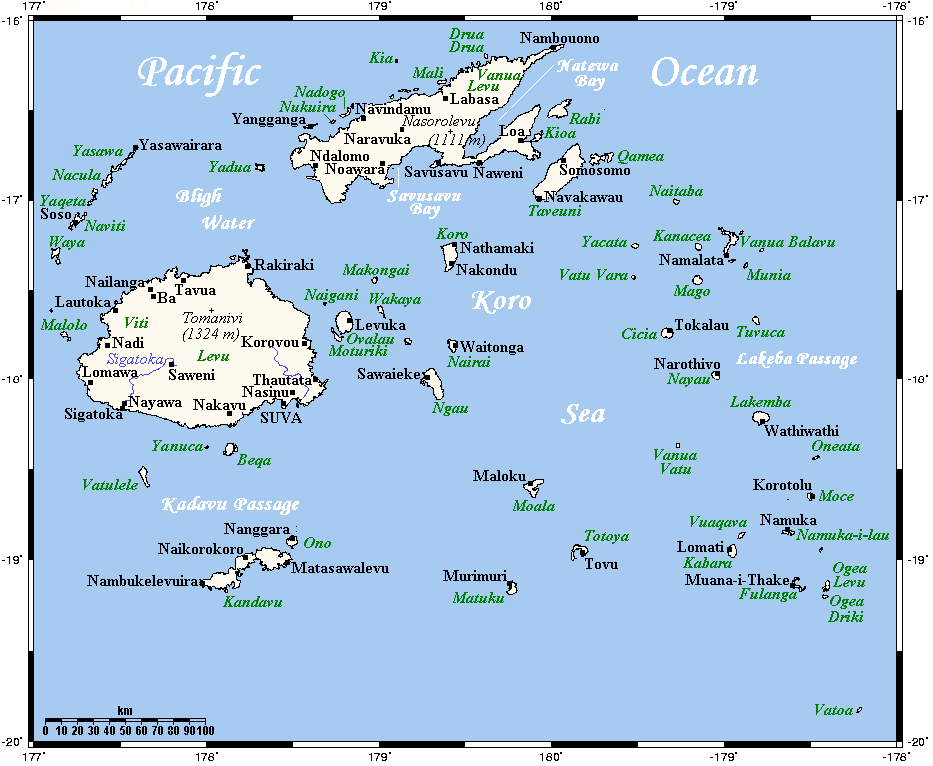
Fiji closeup map

斐济全国由斐济群岛组成。斐济位于夏威夷火奴鲁鲁西南4,450 km，新西兰以北1,770 km 。斐济总面积(含海域面积)为194 000平方公里，其中10%面积为陆地。
斐济群岛斐济包含322个岛屿，以及522个小岛礁。 这些岛屿中约有106个有人居住。最大的岛屿为维提岛，占全国面积的57%。首都苏瓦与重要城市劳托卡位于该岛上。69%的人口也居住在维提岛。该岛多山，最高峰1200m，并有热带雨林。瓦努阿岛为第二大岛。该岛面积占全国的30%，人口占全国人口的15%。

## 气候
斐济为热带气候。

## 自然资源
自然资源有黄金、铜矿、鱼类等。